# لشکر ۲۳ پیاده هند
لشکر ۲۳ پیاده هند (انگلیسی: 23rd Indian Infantry Division) لشکر پیاده‌نظام نیروی زمینی هند است، که در سال ۱۹۴۲ تأسیس شد.
لشکر ۲۳ پیاده، در طول جنگ جهانی دوم به عنوان بخشی از ارتش هند تشکیل شد و در نبرد برمه جنگید.